# Muhlenbergia involuta
Muhlenbergia involuta är en gräsart som beskrevs av Jason Richard Swallen. Muhlenbergia involuta ingår i släktet muhlygräs, och familjen gräs. Inga underarter finns listade i Catalogue of Life.